# Parornix loganella
Parornix loganella là một loài bướm đêm thuộc họ Gracillariidae. Nó được tìm thấy ở Fennoscandia và miền bắc Nga to the British Isles, Đan Mạch và the Baltic States.
Sải cánh dài 9–11 mm.
Ấu trùng ăn Betula species. Chúng ăn lá nơi chúng làm tổ. The mine, larva và pupa cannot be distinguised from those of Parornix betulae.